# Сњежан Лаловић
Сњежан Лаловић (Пале, 1960) је српски новинар, режисер и замјеник председника Удружења филмских радника Републике Српске.

## Биографија
Рођен је 1960. године. У Сарајеву гдје је дипломирао журналистику на Факултету политичких наука. , а магистрирао на Филозофском факултету Универзитета Источно Сарајево. У Сарајеву је живио до почетка распада Југославије 1992. године када прелази на Пале. Један је до зачетника и првих новинара Српске радио телевизије (данашње Радио-телевизије Републике Српске). Био је ратни репортер до 1996. године на подручју града Српског Сарајева. Аутор је више од 200 документарних тв репортажа. Крајем зиме и почетком прољећа 1996. је снимио документарни филм „Егзодус поново“ о масовном исељавањеу Срба са простора Српског Сарајева које је по Дејтонског мировном споразуму припало Федерацији БиХ. За овај филм је 1996. добио Златну медаљу Београда. Од 1996. је радио као уредник документарних емисија на Радио-телевизији Републике Српске. Аутор је десетак значајнијих документарних филмова који су награђаени и приказани на многобројним филмским фестивалима. Лаловић је замјеник председника Удружења филмских радника Републике Српске „Византија“.

## Филмографија
- Егзодус поново, 1996.
- Хотел Дејтон, 1997.
- 30 година самоће, 2004
- Још сам цура, болан
- Мирјана
- Коњи, коњи[4]
- Рајко Петров Ного
- Сарајевска крвава кошуља
- Трново 92
- Пофалићи
- Танакини мостови
- Од Терезина до Сарајева

## Награде
- Златна медаља Београда за најбољи документарни филм на Југословенском фестивалу документарног филма 1996. године. Медаљу је добио за документарни филм „Егзодус поново“.
- Главна награда Пешта ФЕСТА у Будимпешти 2005. за филм „30 година самоће“.[1]
- Гран при на међународном фестивалу „Први кадар“ 2008. у Источном Сарајеву за филм ``Још сам цура болан``  („Тама на ободима града“.)
- Диплома „Златни витез“ за филм Мирјана на Фестивалу у Серпухову
- Награда Фестивала ``Бдење душе`` у Сремским Карловцима
- Награда 3. реда на Фестивалу у Сергејевом Посаду